# Venus Villa
Venus Villa (Cuba, ...) è una danzatrice cubana.

## Biografia
Nata a Cuba, inizia all' età di 9 anni a studiare danza perfezionandosi in seguito in scuole prestigiose come La Scuola Nazionale del Balletto di Cuba e la Scuola di Ballo del Teatro alla Scala, dove all'età di 16 anni viene scelta per interpretare il ruolo di Swanilda in Coppélia.
All'età di 17 anni partecipa al concorso Vignale Danza vincendo il Grand Prix dove riscuote un notevole successo e soprattutto una grande notorietà.
Completati gli studi entra nel celebre corpo di ballo del Royal Ballet di Londra, successivamente come Principal allo Staatsoper di Vienna e infine all'English National Ballet di Londra partecipando a tutte le produzioni e interpretando i ruoli principali di balletti quali: Coppélia di Roland Hynd, Alice nel paese delle meraviglie di Derek Deane, Lo Schiaccianoci di Wayne Eagling, The Snow Queen di Michael Corder, Sinfonietta Giocosa di Christopher Hampson, Don Chisciotte pas de deus, Diana e Acteon, Romeo e Giulietta di Kenneth MacMillan, Le Corsaire Pas de deux.
Selezionata dal direttore artistico dell'English National Ballet Wayne Eagling come Emerging Dancer della compagnia e nominata dalla critica londinese come Young Spotlight.
Intensifica la sua carriera internazionale danzando in numerosi Gala rinomati, come il Gran Gala Star of The Century e Dance Open al fianco di ballerini prestigiosi, quali: Rolando Sarabia, Johan Kobborg, Daniil Simkin, Steven Mcrae, Yonah Acosta, Denis Cherevichko, Dinu Tamazlacaru e Joan Boada.
Nel settembre 2012 debutta come Principal Guest Artist al Teatro dell’Opera di Roma nel balletto Romeo e Giulietta di Patrice Bart e continua la sua collaborazione partecipando successivamente anche nella ripresa coreografica di Mikhail Messerer del Don Chisciotte di Petipa.